# Geir Johansen (calciatore 1960)
Geir Johansen (Tønsberg, 7 luglio 1960) è un ex calciatore norvegese, di ruolo centrocampista.

## Carriera

### Club
Johansen giocò nell'Eik-Tønsberg, prima di passare al Moss. Esordì con questa maglia il 1º maggio 1988, nella sconfitta per 2-1 sul campo del Rosenborg. Vi rimase fino al 1989.

### Nazionale
Conta 4 presenze per la Norvegia. Debuttò il 19 maggio 1983, subentrando ad Arnt Kortgaard nel pareggio per 2-2 contro la Danimarca.